# Петър Груев (общественик)
 Тази статия е за общественика.  За българския офицар вижте Петър Груев.  
Петър Златев Груев е роден във Върбица през 1852 г. в семейство на преселници от Търновско. Учи в Дивдядово и Шумен, след което учителства в Петокладенци, Свищовско (1872 – 1873), Върбица (1873 – 1875) и Нови пазар (1875 – 1879). Когато става учител в Преслав, ухапва го бясно куче и той умира в ужасни мъки едва 38-годишен през 1890 г. Рядко се среща български възрожденец с толкова широки интереси и такава наситена активност. Той е едновременно учител, псалт, лекар, поет, оратор, композитор, диригент, театрален режисьор, артист, фолклорист, журналист, търговец, общественик, революционер. Груев опровергава марксисткото клише за бездната между „просветители“ и „революционери“. Той крие Левски в старото килийно училище във Върбица, през 1875 г. събира пари за шуменската чета, а след три години посреща руските войски, като произнася балада от 184 строфи. След Освобождението Груев протестира от името на населението за наложените му непосилни глоби и преместването на митническия пункт. Той кореспондира с Петко Славейков, Сава Доброплодни, братята Шкорпил, редактори на вестници и списания, в които публикува, като „Гайда“, „Словесност“, „Зорница“, „Славянин“, „Искра“, „Марица“ и др.
През 1870 г. във Върбица Петър Груев слага основите на ученическо дружество „Светлина“ и го възглавява, през 1871 г. основава читалище „Решимост“, а през 1873 г. построява ново училище на мястото на старото килийно школо, издигнато още през 1808 г. За посрещането на митрополит Иларион Търновски в Петокладенци и Симеон Варненски и Преславски във Върбица пише специални химни, които се изпълняват от учениците. Груев събира народни песни, балади, приказки, предания, стари ръкописи. Съставя българска граматика и българо-руски речник, които остават в ръкопис. Изследва историята на Герлово и Шуменско.
Общонационалният принос на Петър Груев е в областта на музиката. Пръв в България през 1867 г. Груев съставя училищни песни, макар и с църковни ноти (невми). Те до голяма степен напомнят чужди мелодии и не може да се смятат за начало на националната музикална традиция. По-важното е, че върбишкият възрожденец написва първия български учебник по нотно пеене и солфеж, който е отпечатан през 1873 г. Усвояването му предполага наличие на първоначална нотна грамотност. По време когато огромната част от българите са селяни и често подценяват значението на образованието на децата си, училищните песни на Петър Груев подчертават ценността на просветата и ползата от нея за напредъка на народа. Техните текстове отразяват духа на времето, стават отдушник на политическото и социалното напрежение, развиват родната музикална култура.
Само тези факти са достатъчни, за да бъде записано името му в златната книга на българската култура. Интелектуалната нишка в рода му не прекъсва с него. Племенник на Груев е видният професор по химия Димитър Гериловски. Негов ученик е Йордан Господинов – първооткривателят на Велики Преслав, който написва възторжена статия за своя учител в сп. „Българско училище“ през 1931 г.
Петър Груев е сред основателите на Народно читалище „Пробуда – 1871“ град Върбица. Петър Златев Груев почива на 12 юни 1890 г., след инцидент, при който се заразява с бяс.